# Захарий LK-600
Захарий LK-600 — несамоходный плавучий кран грузоподъёмностью 680 тонн, один из самых мощных кранов Украины. Использовался при монтаже Подольского мостового перехода, где 18 ноября 2011 года потерпел крушение.

## История
Кран был построен на киевском судостроительном заводе «Ленинская кузница» по заказу ООО «БМК Планета-Мост» и 26 августа 2009 года передан заказчику.
В названии крана отражено название предприятия «Ленинская кузница» и грузоподъёмность.
Имя «Захарий» кран получил в честь отца владельца компании-подрядчика, депутата Киеврады Валерия Мошенского.
Строитель и оператор крана заявляли, что из компактных кранов с низкой осадкой, предназначенных для использования в речных условиях, этот кран самый мощный. Для прохода по речному мелководью у крана существенно снижена осадка, для прохода под мостами уменьшена высота при транспортировке.
Первой работой для крана стала погрузка крана «Terex Demag CC2800-1» на теплоход «Роксолана 2». Кран «Terex Demag CC2800-1», в свою очередь, был самым мощным подъёмным средством на реконструкции НСК Олимпийский в 2010 году.
Работы заняли 12 часов.
Позже, в августе 2010 года кран привлекался для демонтажа плавучего крана «Сарны».
С июня 2011 года кран использовался для монтажа конструкций Подольского мостового перехода.

## Авария

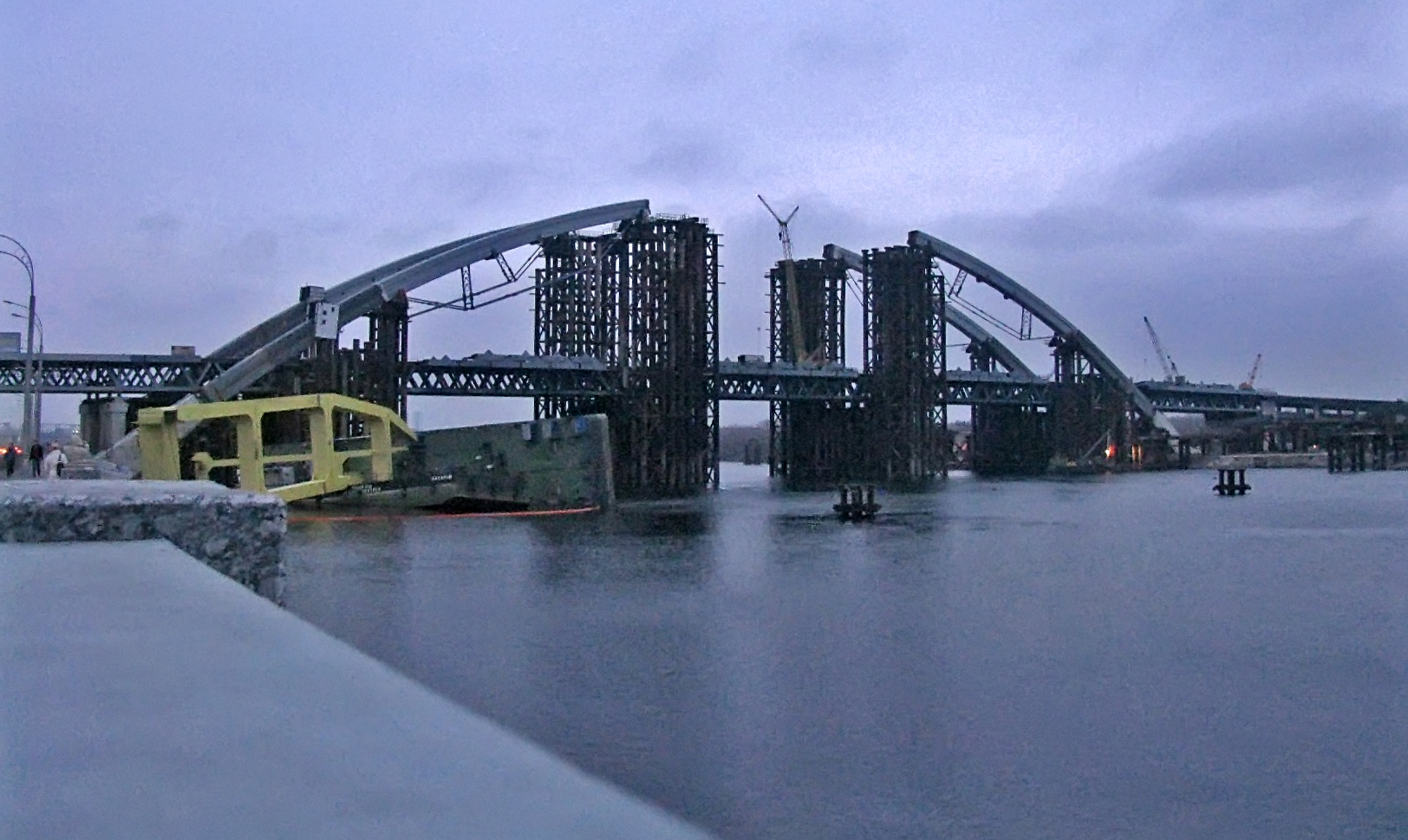
Упавший кран «Захарий». Фото 19 ноября 2011 г.

18 ноября 2011 года работы проводились возле Набережно-Рыбальской улицы, около 11:10 кран упал. На момент аварии краном оставалось установить четыре верхних секции моста. Команда крана не пострадала, из восьми работников пятеро спаслись самостоятельно, а троих освободила служба спасения Киева.
При падении стрела крана упала в 200 метрах от Гаванского моста, переправа завибрировала, но не пострадала. В тот момент на мосту была пробка; возникла лёгкая паника. Сам кран получил серьёзные повреждения: пострадал правый понтон, на который приземлилась стрела крана, возможно он был плохо закреплён. Кроме этого была повреждена конструкция грузовой и вспомогательной стрелы. Из расходных топливных баков вылилось незначительное количество нефтепродуктов, которые попали в Днепр. Для их сбора несколько дней проводились работы по нейтрализации загрязнения. На место выехали специалисты компании «Планета-Мост», которые сделали вывод о необходимости замены стрелы крана. Власти Киева заявили о том, что они будут прорабатывать вопрос об установке оставшихся элементов конструкции моста, хотя эти элементы были ещё не готовы.
Впоследствии были обнародованы планы, в соответствии с которыми стрелу крана предполагалось разрезать на части весом не более 15 тонн для утилизации на металлолом. В дополнение к проведению ремонтных работ завод-изготовитель обещал исправить конструкцию крана для того, чтобы не допустить повторения аварийной ситуации. Датой начала работ было назначено 21 ноября, но разработать подъём в предложенные сроки не удалось и 22 ноября выяснилось, что подъём крана был перенесён для согласования с надзорными организациями.
В результате работы комиссии был рассмотрен ряд версий происшедшего. Причиной аварии были признаны неправильные действия капитана крана: при работе по приведению крана в транспортное состояние был отсоединен левый понтон который обеспечивал необходимую устойчивость. В качестве основной причины было названо нарушение правил эксплуатации при опускании стрелы в походное положение — кран закончил свои работы и должен был буксироваться на стоянку. Для восстановления крана в нормальное положение пришлось отрезать грузовую и вспомогательную стрелу..
После падения кран стал дополнительно известен в связи с созданным от его имени твиттер-аккаунтом. Первая запись в нём гласила: «Ну вот, я упал.»

## После аварии

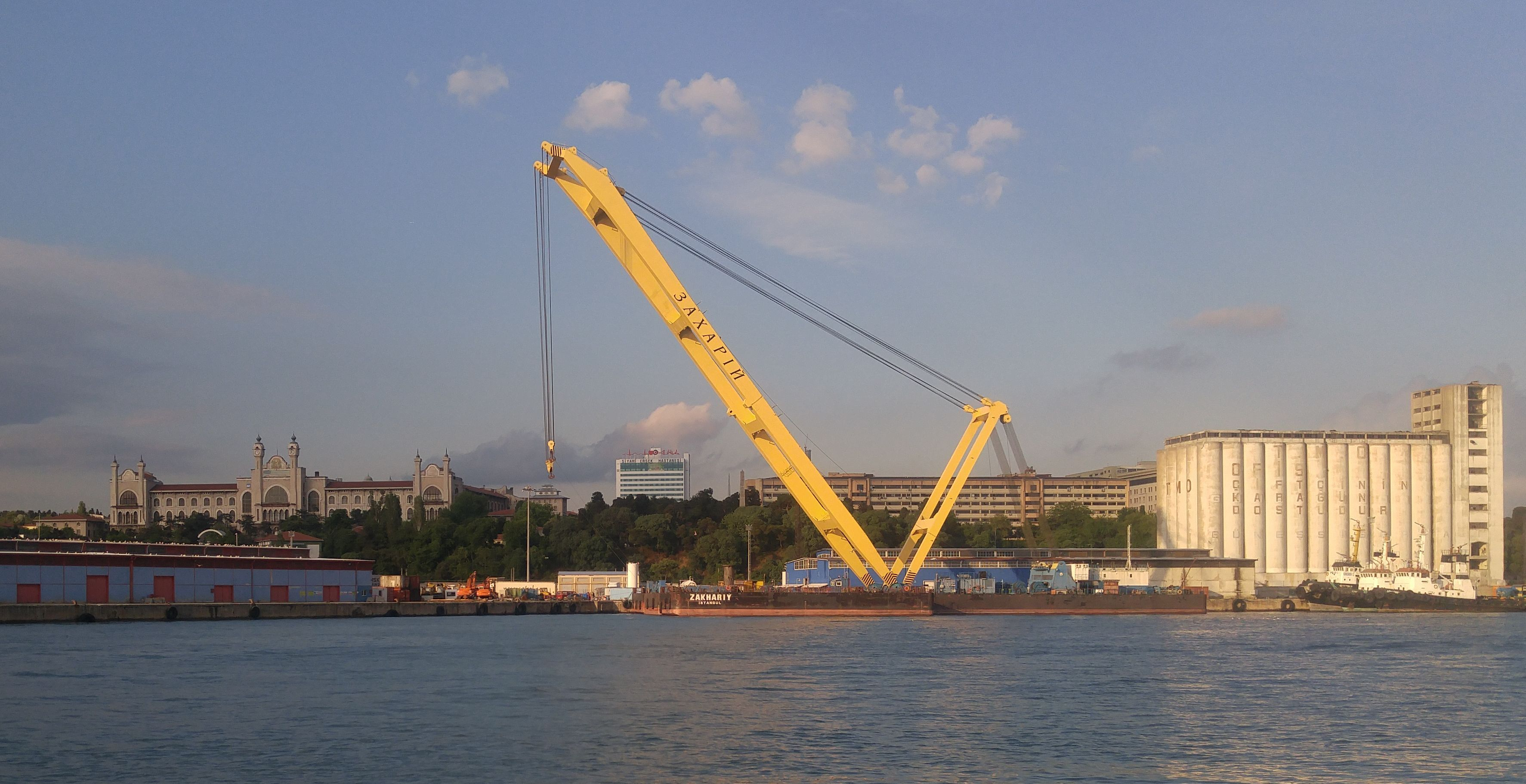
Захарий в Стамбуле

До окончания зимы 2012 года была отрезана деформированная стрела (на металлолом), кран поставлен в вертикальное положение 29 января 2012 года.
В начале апреля 2013 года опубликовано решение отправить кран вниз по Днепру на завод «Океан». Через несколько месяцев кран должен был вернуться в Киев.
К сентябрю 2014 года ремонт крана был закончен. Он был транспортирован в Николаевский морской торговый порт. Судовладелец крана заявил, что возвращение его в Киев не планируется.
В мае 2017 кран находился в Стамбуле.
6 января 2021 года, уже модернизированный (800 тонн) кран с новым названием Lifting Chart LK-800, прибыл в Запорожье для достраивания вантового моста через Днепр.
В начале мая 2021 года, при транспортировке монтажной опоры от стройплощадки вантового моста до стройплощадки в Кривой Бухте, получил пробоину на подводной скале.
16 декабря 2021 года, потерпевший крушение об подводную скалу Захарий, завершил работы в Запорожье по установке пролетов вантового моста через Днепр.
12 декабря 2022 года Захарий был обстрелян российскими войсками. По плавкрану было произведено несколько миномётных выстрелов, вследствие которых начался пожар. Большая часть оборудования сгорела.